# Dervy Vilas
Dervy Vilas (12 de octubre de 1933-29 de noviembre de 2019) fue un actor, director y dramaturgo uruguayo. 
Por su trayectoria recibió varios galardones, como el Premio Alberto Candeau en 2013, y fue declarado Ciudadano Ilustre de Montevideo en 2014.
Además formó parte en 1957 de la obra La ópera de los dos centavos.
En 2019 galardonado con el Premio Legión del Libro otorgado por la Cámara Uruguaya del Libro.